# 1901 en Belgique
Chronologie de la Belgique
- 1897
- 1898
- 1899
- 1900
- 1901
- 1902
- 1903
- 1904
- 1905

Cette page recense des événements qui se sont produits durant l'année 1901 du calendrier grégorien en Belgique.

## Chronologie

### Janvier
- 26 janvier : le gouverneur de la province de Luxembourg, Édouard Orban de Xivry est assassiné dans son bureau du palais provincial d'Arlon.

## Culture

### Architecture

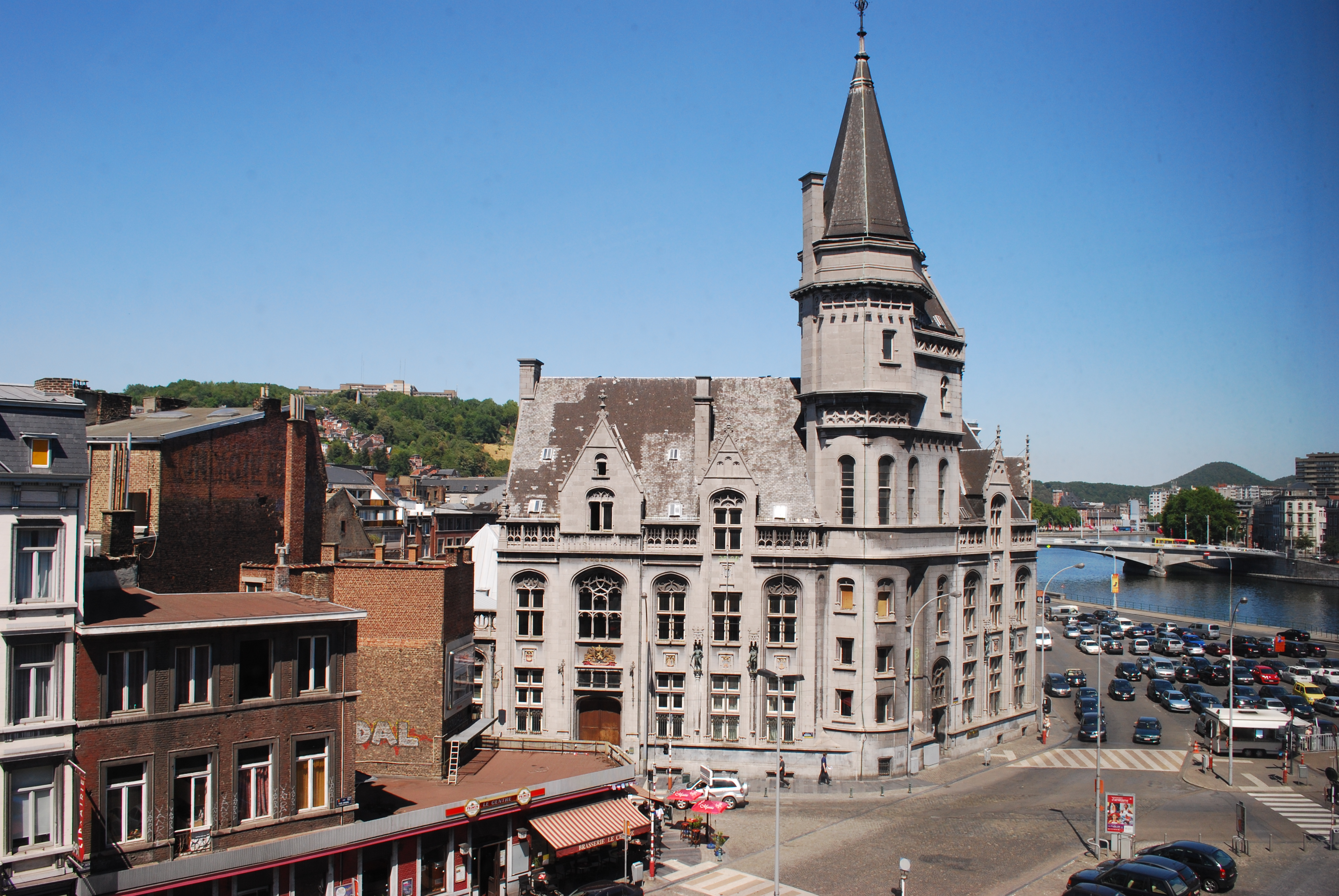
Grand Poste de Liège
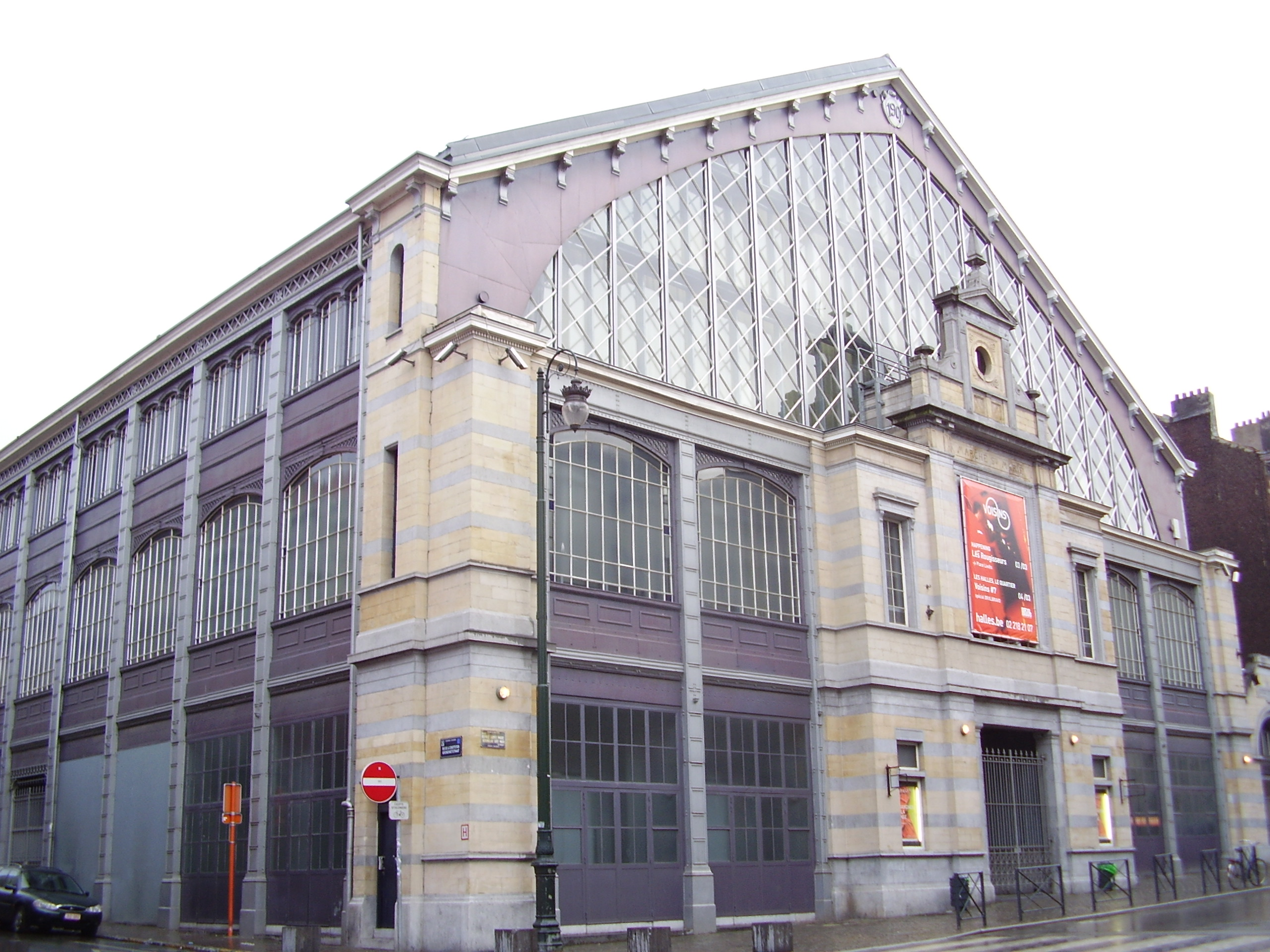
Halles de Schaerbeek
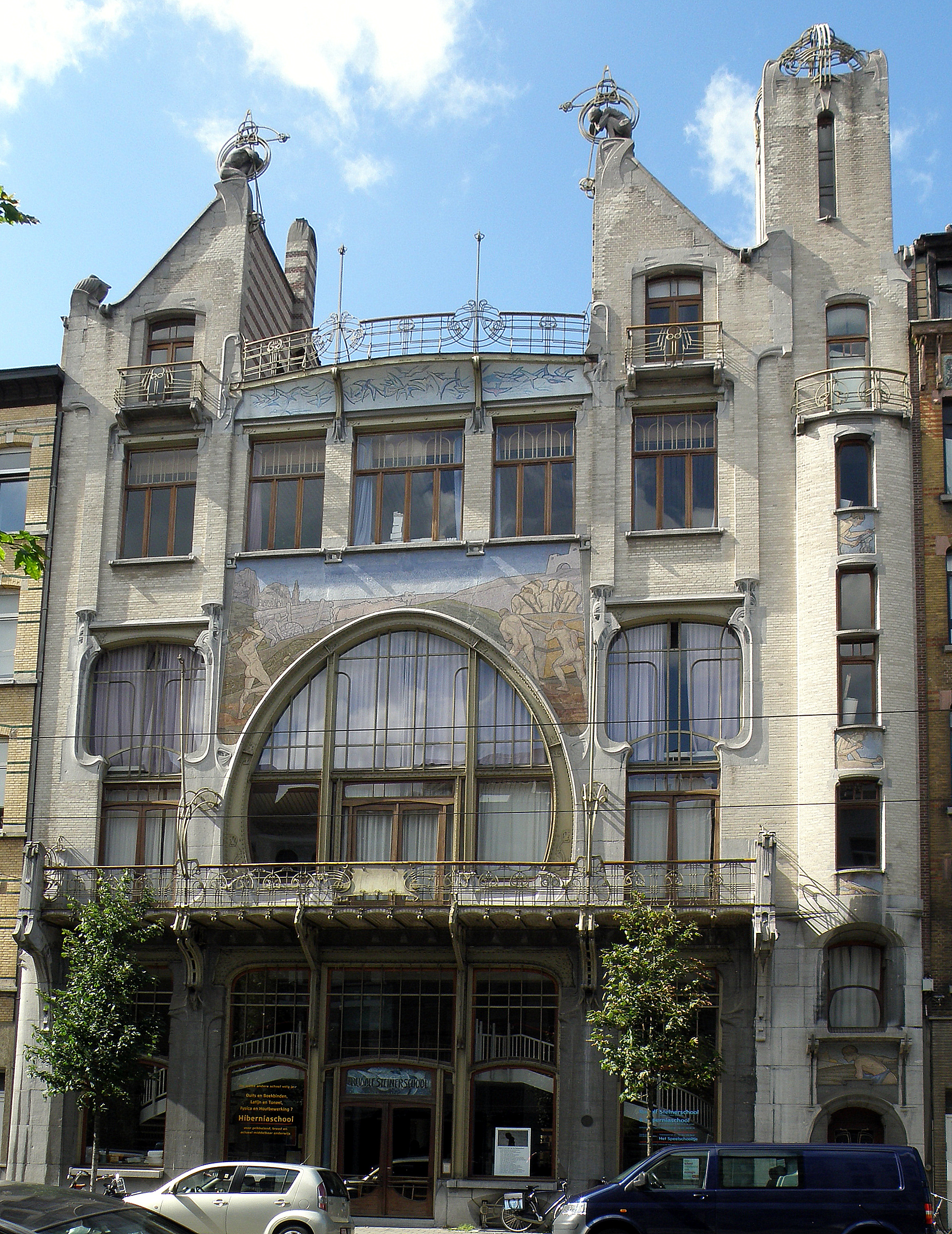
Liberaal Volkshuis d'Anvers
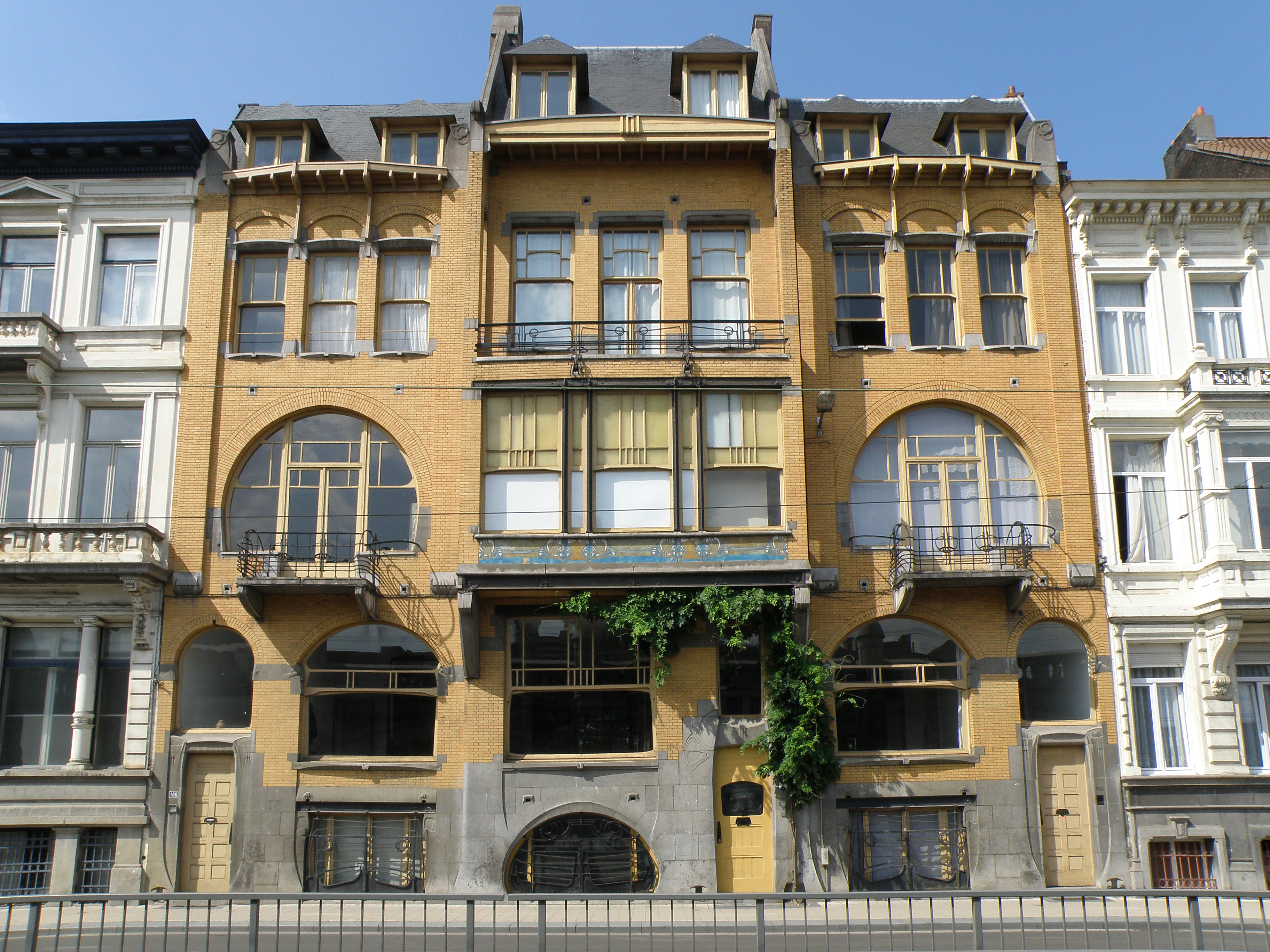
Maisons Art nouveau à Anvers
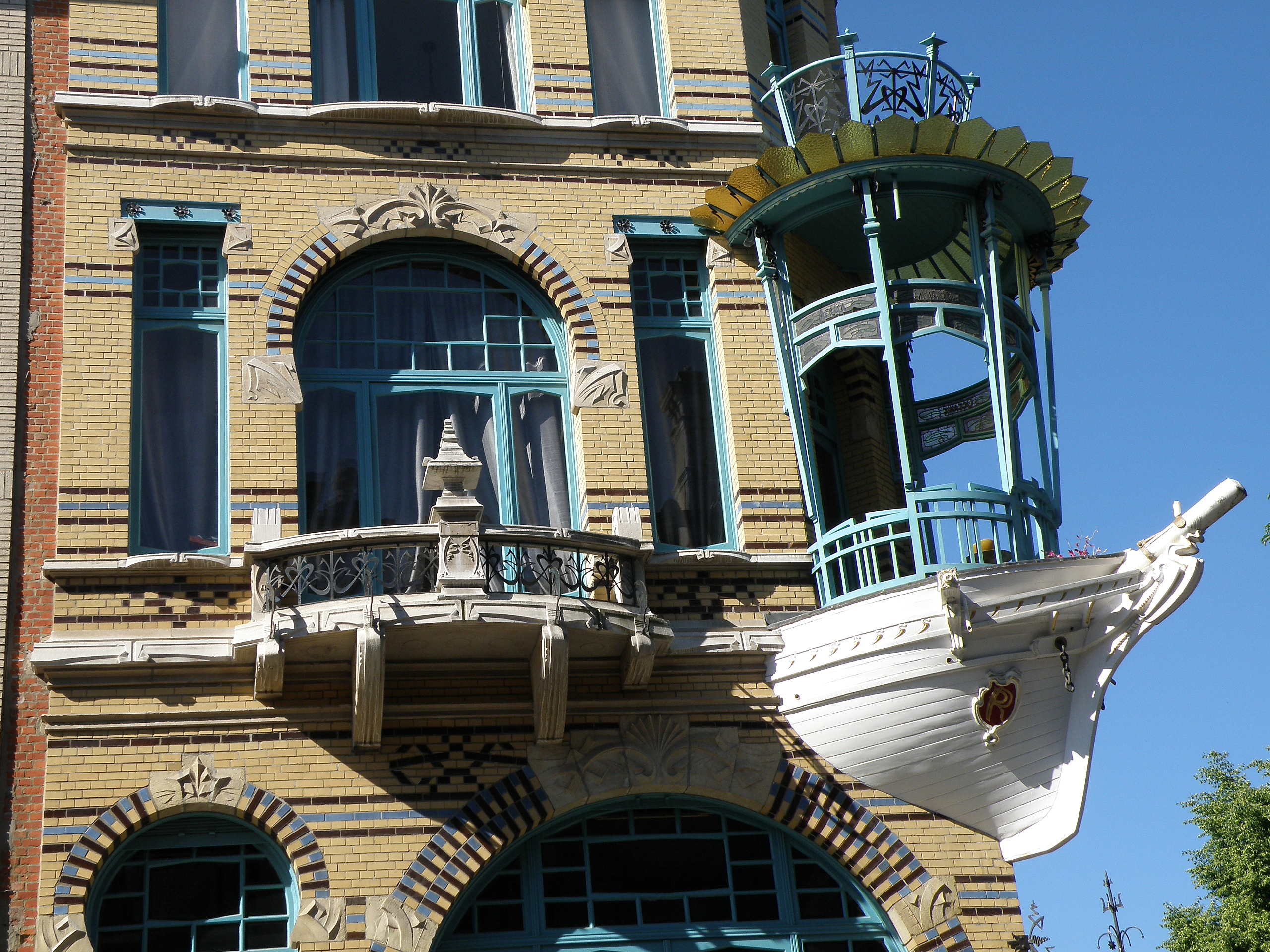
Huis De Vijf Werelddelen à Anvers
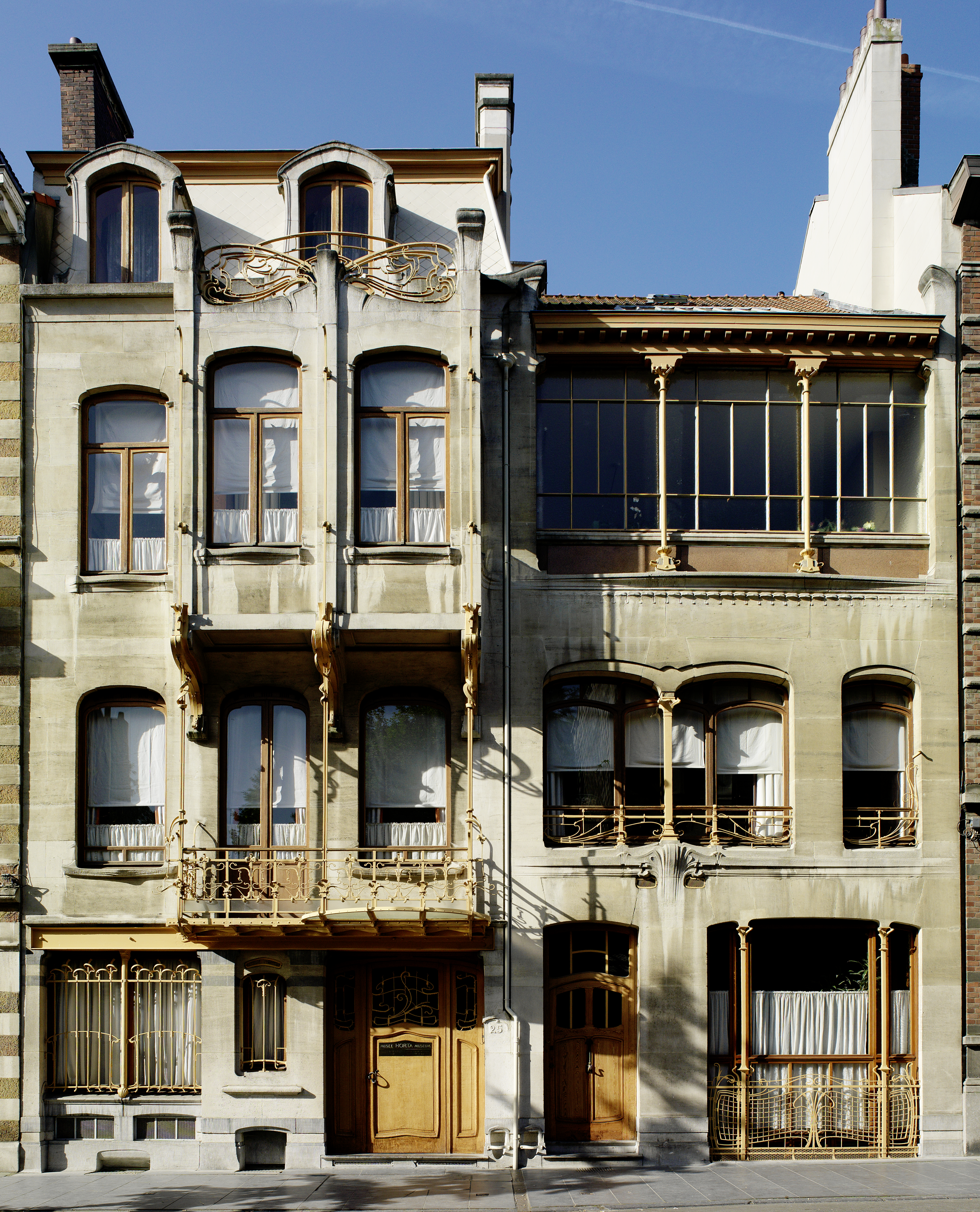
Maison Horta à Saint-Gilles
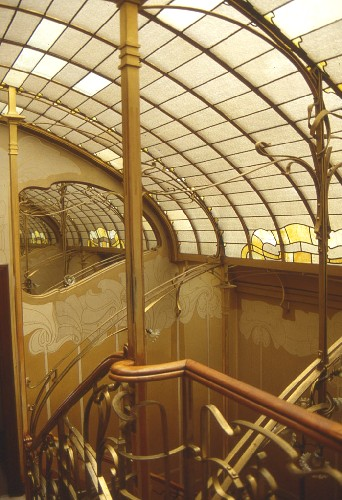
Escalier de la Maison Horta
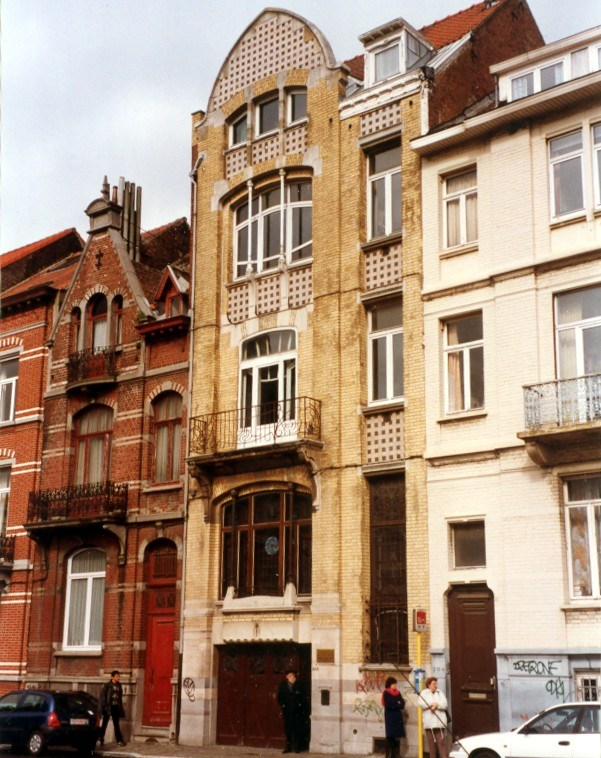
Maison Watteyne à Ixelles
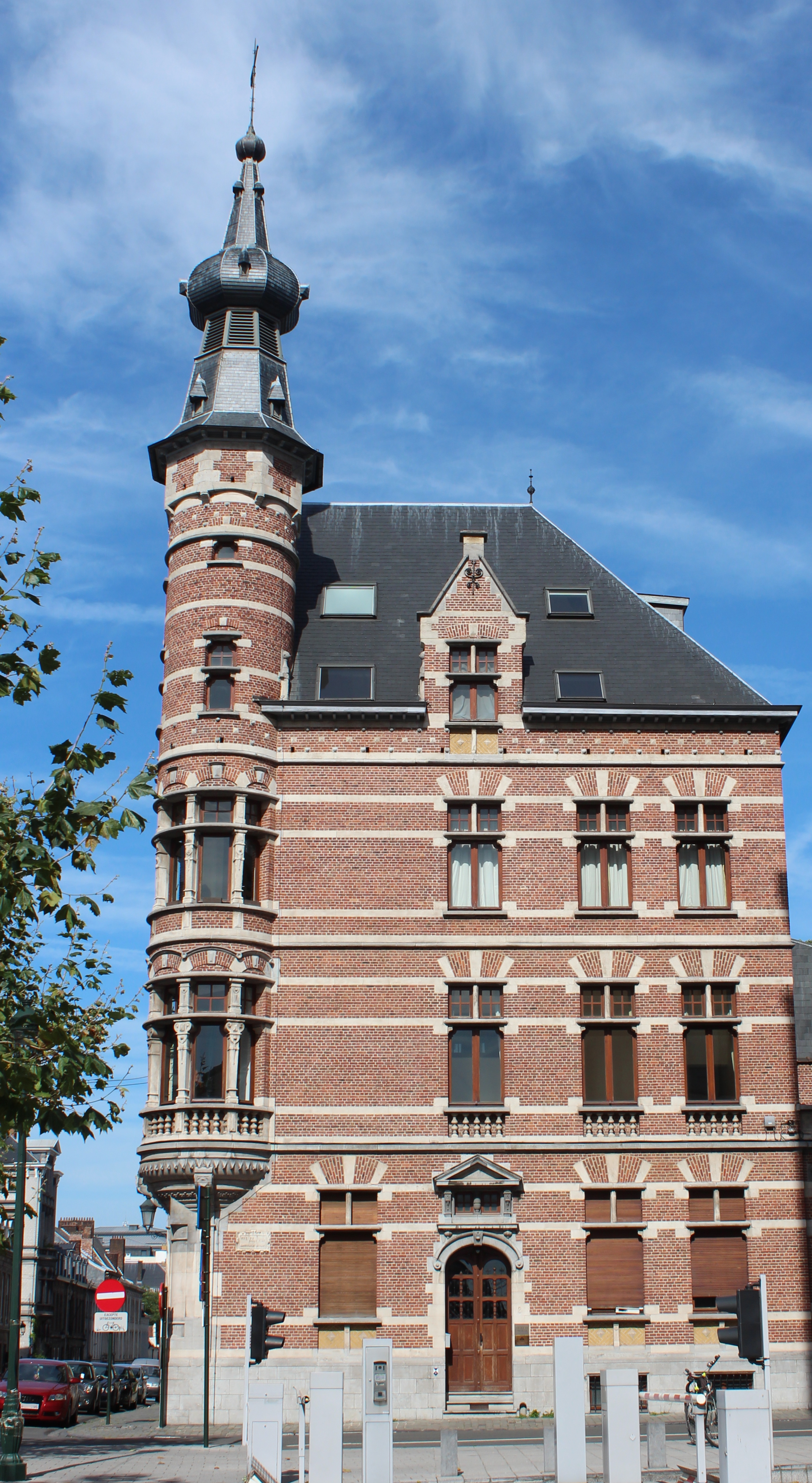
Maison néogothique à Bruxelles
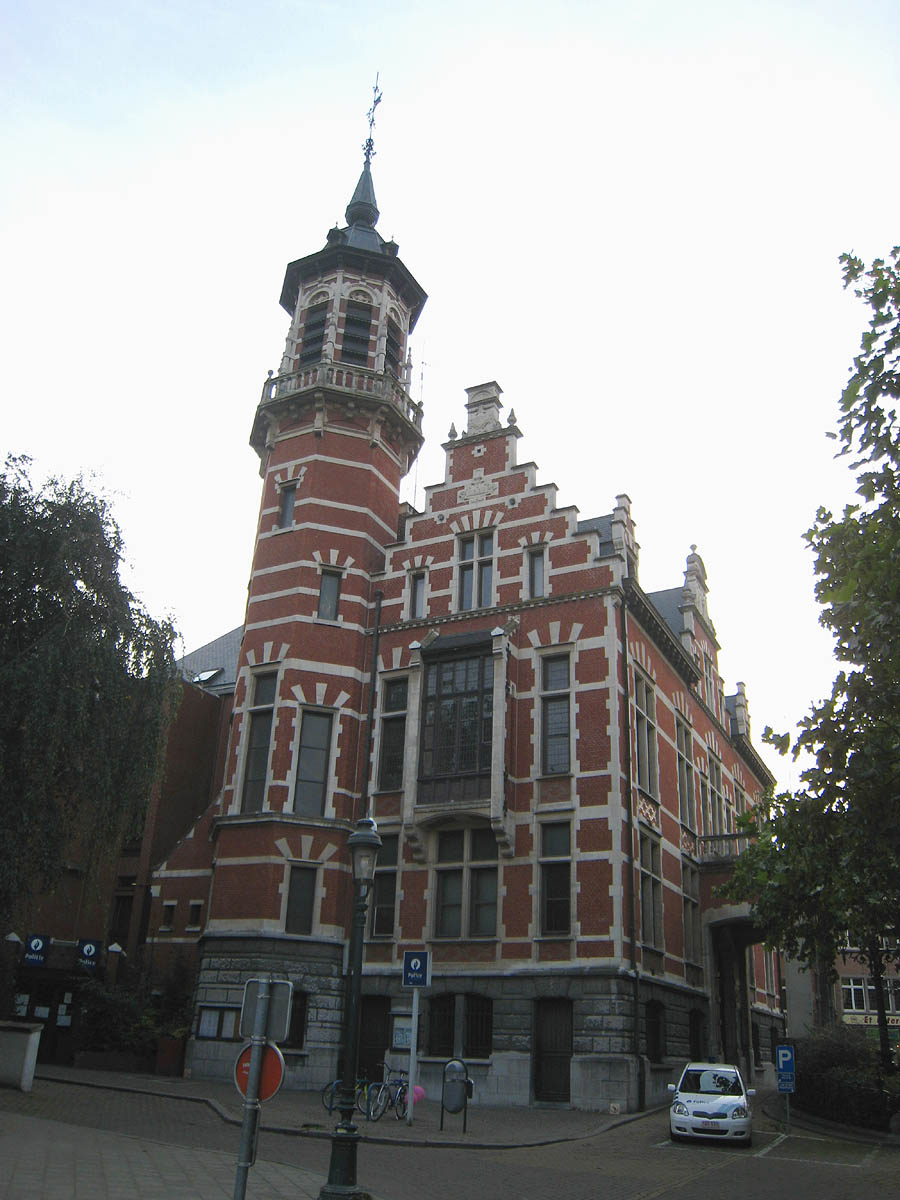
Maison communale de Jette

### Littérature

#### Littérature francophone
- Clartés, recueil de poèmes d'Albert Mockel[1].
- Philippe II, pièce d'Émile Verhaeren[2].

#### Littérature flamande
- Derniers vers (Laatste Verzen), œuvre posthume de Guido Gezelle[3].

### Peinture

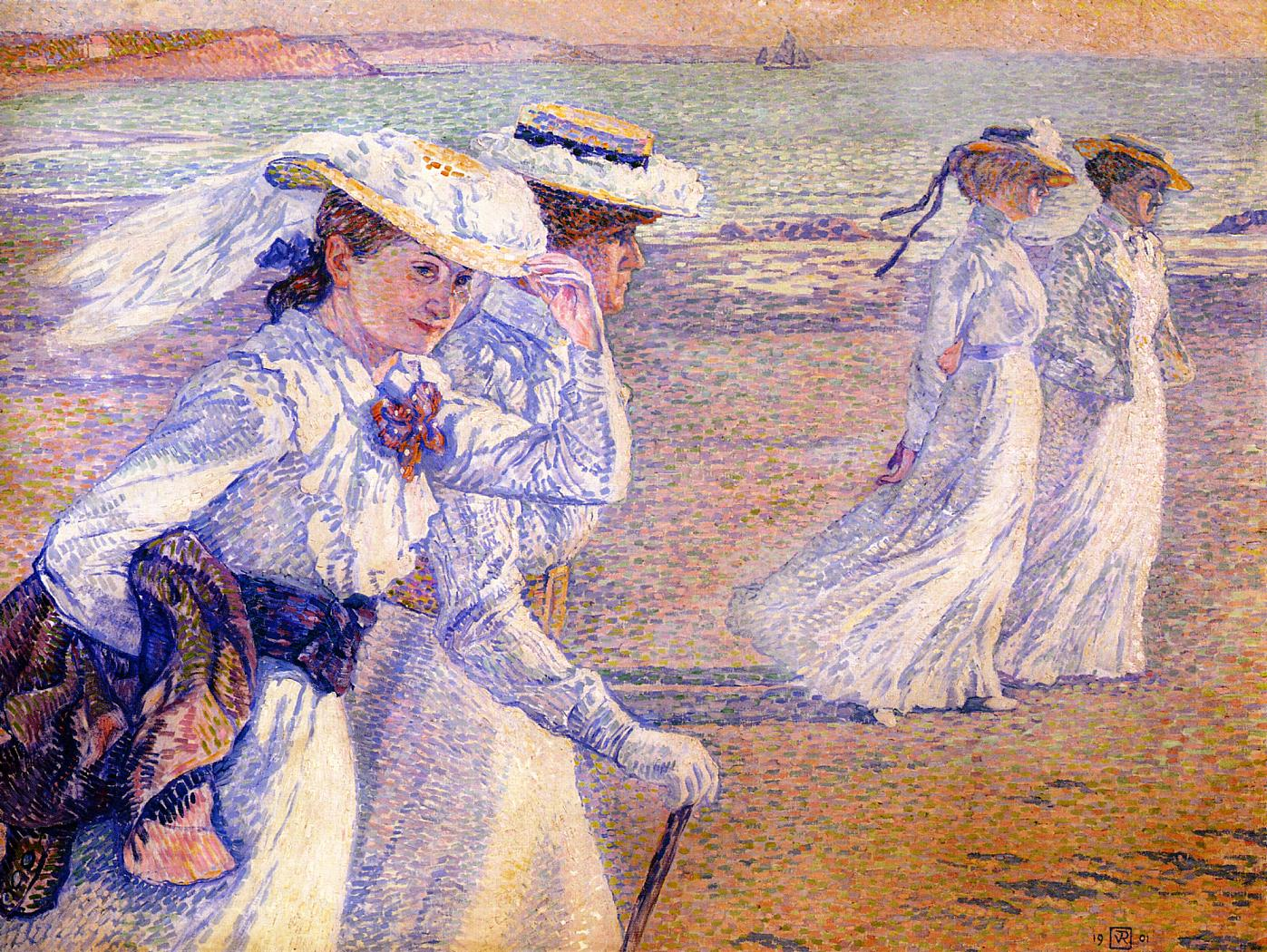
La Promenade, Théo van Rysselberghe

## Sports
- Championnat de Belgique de football 1900-1901
- Championnat de Belgique de football 1901-1902

## Naissances
- 2 février : Jacques Basyn, avocat et homme politique († 17 février 1982).
- 21 mai : Suzanne Lilar, écrivain († 11 décembre 1992).
- 23 juin : Marcel-Henri Jaspar, avocat et homme politique († 14 mai 1982).
- 13 août : Jules Buysse, coureur cycliste († 31 décembre 1950).
- 17 août : Dieudonné Smets, coureur cycliste († 29 novembre 1981).
- 2 novembre : Joseph Van Dam, coureur cycliste († 31 mai 1986).
- 3 novembre : Léopold III, roi des Belges († 25 septembre 1983).
- 26 novembre : George Grard, sculpteur († 26 septembre 1984).
- 22 décembre : Georges Truffaut, homme politique († 3 avril 1942).

## Décès
- 13 janvier : Franz Servais, compositeur et chef d’orchestre (° 19 mars 1846).
- 26 janvier : Édouard Orban de Xivry, gouverneur de la province de Luxembourg.
- 13 février : Paul De Vigne, sculpteur (° 26 avril 1843).
- 18 février : Égide Walschaerts, ingénieur (° 21 janvier 1820).
- 8 mars : Peter Benoit, compositeur et professeur de musique (° 17 août 1834).
- 20 août : Albert Nyssens, homme politique (° 20 juin 1855).
- 22 octobre : Alfred Ronner, peintre (° 10 décembre 1851).